# Principio de Ana Karenina

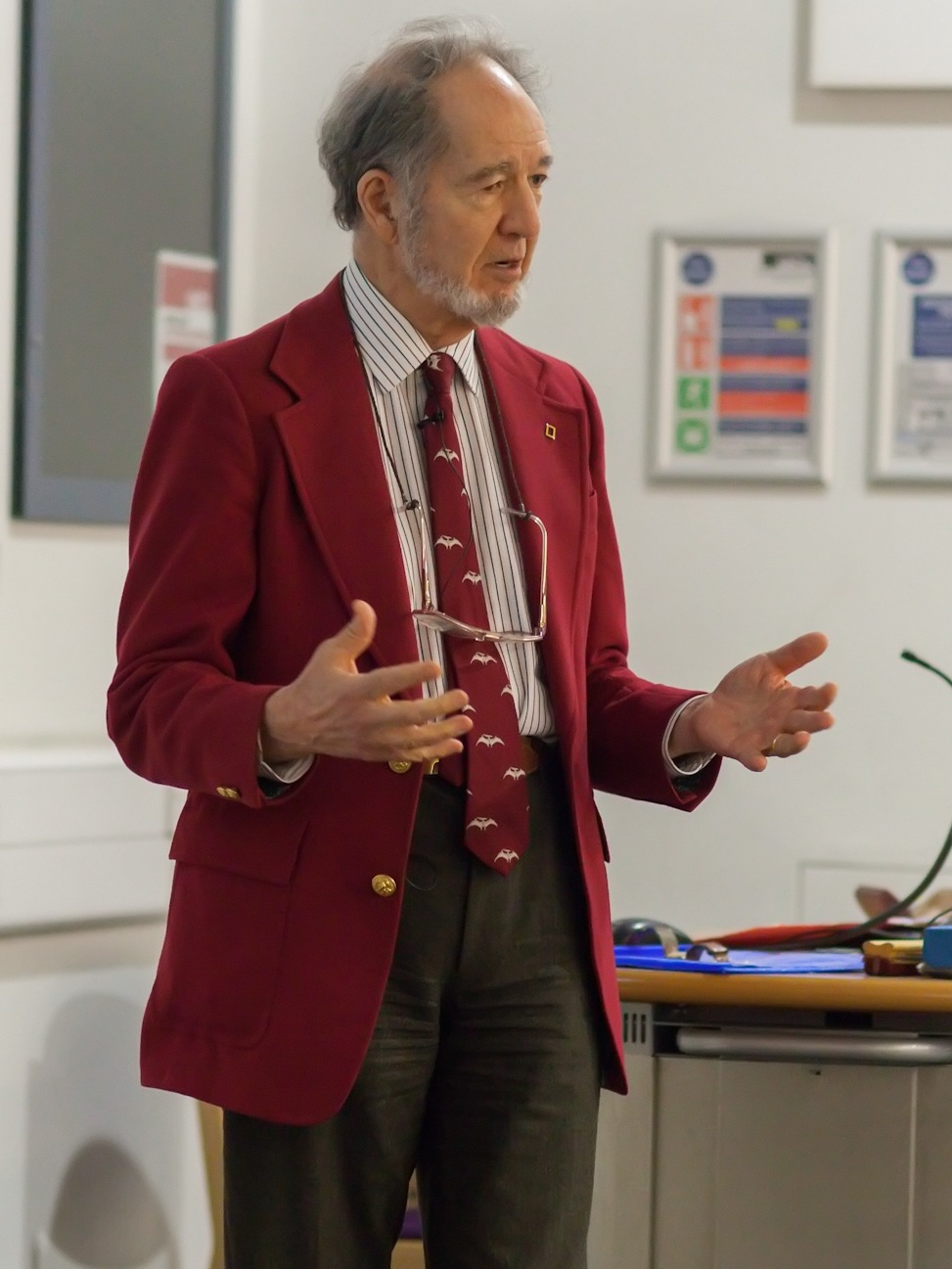
Jared Diamond

El principio de Ana Karenina fue popularizado por Jared Diamond en su libro Armas, gérmenes y acero, y describe un evento en que una deficiencia en cualquiera de los factores que lo integran lo condenaría al fracaso. En consecuencia, para que una empresa de esta naturaleza sea exitosa, cada posible deficiencia debe ser evitada.
El nombre del principio deriva del libro Ana Karenina de León Tolstói, el cual empieza de la siguiente manera:

«Todas las familias felices se parecen unas a otras, pero cada familia infeliz lo es a su manera».
León Tolstói (Ana Karenina)

En otras palabras, para ser feliz, una familia debe ser exitosa en cada uno de ciertos factores, por ejemplo: atracción sexual, dinero, crianza, religión, etc.. La deficiencia en uno solo de estos factores llevará a la infelicidad. Por lo tanto, existen más vías para que una familia sea infeliz que para lograr ser feliz.

## Explicación del principio

### Domesticación fallida
El Principio de Ana Karenina fue popularizado por Jared Diamond en su libro Armas, gérmenes y acero. Diamond usa este principio para ilustrar por qué tan pocos animales salvajes han sido domesticados con éxito a través de la historia, ya que una deficiencia en cualquiera de un gran número de factores puede tornar a una especie en indomesticable. Por lo tanto, todas las especies domesticadas con éxito no lo han sido tanto debido a un rasgo positivo particular como a una carencia de cualquier número de rasgos negativos posibles. El capítulo 9 de Armas, gérmenes y acero expone seis grupos de razones de la domesticación fracasada de animales. Son las siguientes:
- Dieta - Para ser candidata a la domesticación, una especie debe ser fácil de alimentar. Las que presentan una alimentación exigente o especial son candidatas peores. Los animales omnívoros son los mejores candidatos.

- Ritmo de crecimiento - El animal debe crecer rápidamente para ser económicamente viable. Un criador de elefantes, por ejemplo, tendría que esperar quizás doce años para que su manada alcance la talla adulta.

- Problemas de reproducción en cautiverio - Las especies se deben reproducir bien en cautiverio. Las especies con rituales de apareamiento prohibitivos en ambientes tales como granjas son peores candidatas a la domesticación, ya que algunos rituales pueden incluir la necesidad de intimidad o de una larga persecución de apareamiento.

- Mala disposición - Algunas especies son demasiado irascibles y molestas para ser buenas candidatas a la domesticación. El criador no debe estar en peligro de muerte o de ser herido cada vez que entra en la jaula del animal. La cebra es una nota especial en el libro, al haber sido reconocida por culturas locales y europeas como muy valiosa y útil para domesticar, pero ha resultado imposible domarla.

- Tendencia al pánico - Las especies están genéticamente predispuestas a reaccionar al peligro de modos diferentes. Una especie que inmediatamente se da a la fuga es mala candidata a la domesticación. Una especie que se paraliza o que requiere mezclarse con la manada para protegerse del peligro es buena candidata. Los ciervos en Norteamérica han resultado casi imposibles de domesticar y tienen dificultad para reproducirse en cautiverio. Los caballos, sin embargo, inmediatamente prosperaron desde que se introdujeron en Norteamérica en el siglo XVI.

- Estructura social - Las especies de animales solitarios e independientes son malas candidatas a la domesticación. Una especie que tiene una fuerte y bien definida jerarquía social es más propensa a ser domesticada. Una especie que fije un humano a la cabeza de la jerarquía es la mejor. Los grupos sociales diferentes también deben ser tolerantes el uno con el otro.

### Versión de Aristóteles
Mucho antes, Aristóteles afirmó el mismo principio en Ética nicomáquea:
«Hay que añadir aún que de muchas maneras puede uno errar, pues el mal, como se lo representaban los pitagóricos, pertenece a lo infinito, y el bien a lo finito, y de una sola manera es el acierto. Por lo cual lo uno es fácil, lo otro difícil: fácil el fallar la mira, difícil el dar en ella. Y por esto, en fin, es propio del vicio el exceso y el defecto, y de la virtud la posición intermedia: los buenos lo son de un modo único, y de todos los modos los malos».

### Fundamentos generales de matemática
Vladímir Arnold en su libro Teoría de las catástrofes describe el Principio de fragilidad de cosas buenas que en cierto modo complementa el Principio de Ana Karenina: los sistemas «buenos» deben cumplir simultáneamente con varios requisitos; por lo tanto, son más frágiles:
«...para los sistemas que pertenecen a la singular parte de la frontera de estabilidad, un pequeño cambio de parámetros es más probable que envíe el sistema a una región inestable que a una región estable. Esta es una manifestación de un principio general que sostiene que las cosas buenas (e.i. estabilidad) son más frágiles que las cosas malas. Al parecer, ante situaciones buenas un número de requisitos debe mantenerse simultáneamente, mientras que para llamar una situación como mala una sola falla es suficiente».